# Kościół Świętego Maksymiliana Kolbe w Gdańsku
Kościół św. Maksymiliana Kolbe w Gdańsku – rzymskokatolicki kościół parafialny znajdujący się w Gdańsku w dzielnicy Suchanino. Wchodzi w skład dekanatu Gdańsk - Siedlce należącego do archidiecezji gdańskiej.

## Historia
- 1966 - powstanie na terenie Suchanina kaplicy.
- Maj 1981 - wyrażono zgodę na rozbudowę kaplicy.
- 2 lutego 1982 - erygowano parafię[1].
- 18 sierpnia 1986 - w uroczystość św. Maksymiliana abp Tadeusz Gocłowski odprawił pierwszą Mszę na terenie mającego powstać kościoła, oraz poświęcił krzyż i plac pod budowę kościoła.
- 1991 - rozpoczęto budowę kościoła.
- 10 października 1991 - wmurowano kamień węgielny pochodzący z grobu św. Piotra.
- 28 listopada 1992 - poświęcenie kościoła dolnego i figury MB Fatimskiej.
- Październik 1995 - odbyło się poświęcenie figur św. Maksymiliana (przez bpa Zygmunta Pawłowicza), oraz św. Wojciecha (przez Jana Pawła II)
- 1998 - rozpoczęto budowę górnego kościoła.
- 12 grudnia 2000 - konsekracja czterech dzwonów odlanych w ludwisarni Anny i Wacława Felczyńskiego w Gliwicach[2].
- 17 października 2002 - świątynię konsekrował abp Tadeusz Gocłowski